# Bolivia ai Giochi della XX Olimpiade
La Bolivia partecipò ai Giochi della XX Olimpiade che si sono svolti a Monaco di Baviera dal 26 agosto all'11 settembre 1972, con una delegazione di 11 atleti impegnati in 3 discipline per un totale di 9 competizioni.  Portabandiera fu il cavaliere Roberto Nielsen-Reyes, alla sua terza Olimpiade. Fu la quarta partecipazione di questo paese ai Giochi estivi. Non fu conquistata nessuna medaglia.